# Fellegi Ádám
Fellegi Ádám (Budapest, 1941. december 30. –) Liszt Ferenc-díjas magyar zongoraművész.

## Élete
Zongoraművész-tanári diplomáját a Liszt Ferenc Zeneművészeti Főiskolán szerezte kitüntetéssel (1958–1963), majd Paul Badura-Škoda, Jörg Demus és Alfred Brendel tanítványa volt (1966–1968). 1966-ban első díjat kap a Bécsi Internationaler Meisterkurs versenyén. 1962-től a Magyar Állami Operaházban korrepetitor. 1970-től 1990-ig az Országos Filharmónia állandó zongoraszólistája.
1973 és 76 között számos hanglemezt készített a Hungaroton kiadónál, főként Bartók, Schönberg, Berg, Sztravinszkij és kortárs magyar zeneszerzők műveiből. 1989 és 1996 között önálló, 50 perces televíziós műsorokat készít és vezet a Magyar Televízióban. 1992-ben Kodály Zoltán összes zongoraművét készíti el CD formában (kiadó a Hungaroton), 93-ban pedig 4 CD-s kiadvány készül Nyikoláj Medtner szonátáiból.
1976-ban előadókörúton volt az Egyesült Államokban, és két évvel később egyetlen európaiként vett részt a kortárs amerikai zene versenyén. A következő évben a kanadai Brock University „Artist in Residence” tagja, majd meghívott vendég-szólista a torontói York University-n.
1994 óta lakáskoncerteket tart budapesti lakásában 30-30 érdeklődő, de például várandós anyukák és kisbabák számára is.
A rendszerváltás óta, a filharmóniai szólista státuszok megszűntével állandó munkája megszűnt, és nem kapott Budapesten felkérést azóta sem, de vidéken és külföldön rendszeresen felkérik koncertekre, fellépésekre.
Németül, angolul, franciául és olaszul beszél – saját fogalmazása szerint – „tűrhetően”. Az ezredforduló utáni koncertjein mindig szöveggel kíséri a zeneszámokat, amelyekben részben ismerteti a zenei mű hátterét, alkotóját, vagy a hozzá kapcsolódó érdekességeket, részben pedig hangulati bevezetők ahhoz, hogy a mű élvezetét teljesebbé tegyék.
Felesége Csák Gyöngyvér, fia Fellegi Lénárd szinkronszínész, műsorvezető.

## Díjak és kitüntetések
- Artur Rubinstein-díj (1974, Rio de Janeiro)
- Liszt Ferenc-díj (1981)
- Pro Urbe Budapest (1995)